# Lulkowo (gmina)
Lulkowo (od 1973 Łysomice) – dawna gmina wiejska istniejąca w latach 1934–1954 w woj. pomorskim/bydgoskim (dzisiejsze woj. kujawsko-pomorskie). Siedzibą władz gminy było Lulkowo.
Gmina zbiorowa Lulkowo została utworzona 1 sierpnia 1934 roku w powiecie toruńskim w woj. pomorskim z dotychczasowych jednostkowych gmin wiejskich: Lulkowo, Papowo Toruńskie, Świerczyny i Wrzosy (oraz z obszarów dworskich położonych na tych terenach lecz nie wchodzących w skład gmin). 1 kwietnia 1938 roku część gminy Lulkowo (część gromady Różankowo) włączono do Torunia.
Po wojnie gmina zachowała przynależność administracyjną. 6 lipca 1950 roku zmieniono nazwę woj. pomorskiego na bydgoskie. 1 stycznia 1951 roku część gminy Lulkowo (gromadę Wrzosy oraz części gromad Różankowo i Katarzynka) włączono do Torunia. Według stanu z dnia 1 lipca 1952 roku gmina składała się z 11 gromad: Kowróz, Lulkowo, Łysomice, Ostaszewo, Papowo Toruńskie, Piwnice, Różankowo, Świerczyny, Tylice, Wytrębowice i Zakrzewko. Gmina została zniesiona 29 września 1954 roku wraz z reformą wprowadzającą gromady w miejsce gmin. Jednostki nie przywrócono 1 stycznia 1973 roku po reaktywowaniu gmin, natomiast utworzono gminę Łysomice z obszarów dawnych gmin Lulkowo i Turzno.